# Elizabeth Furse
Elizabeth Furse (ur. 13 października 1936 w Nairobi, zm. 18 kwietnia 2021) – amerykańska polityk, członkini Partii Demokratycznej.
W latach 1993–1999 przez trzy kadencje Kongresu Stanów Zjednoczonych była przedstawicielką pierwszego okręgu wyborczego w stanie Oregon w Izbie Reprezentantów Stanów Zjednoczonych.